# Кузьма-Александровка
Кузьма́-Алекса́ндровка (рос. Кузьма-Александровка, башк. Кузьма-Александровка) — присілок у складі Гафурійського району Башкортостану, Росія. Входить до складу Табинської сільської ради.
Населення — 1 особа (2010; 13 в 2002).
Національний склад:
- росіяни — 80%